# Niegowa
Niegowa é uma aldeia do distrito administrativo da Comuna de Niegowa, pertencente ao Condado de Myszków, Voivodia da Silésia, ao sul da Polônia com população de 775 habitantes (2008). Localizada a cerca de 14 quilômetros (9 mi) a nordeste de Myszków e 57 km (35 mi) a nordeste da capital regional Katowice.